# Jacobs Engineering
Jacobs Engineering est un bureau d'études et de conseil en ingénierie américain.

## Historique
La société est fondée en 1947 par Joseph J. Jacobs (en) à Pasadena en Californie.
De 2008 à 2020, Jacobs détient l'Atomic Weapons Establishment, établissement en charge des recherches sur le nucléaire militaire en Grande-Bretagne, au sein d'un consortium regroupant également Lockheed Martin UK (en) et Serco.
En septembre 2013, Jacobs Engineering annonce le rachat de l'entreprise australienne Sinclair Knight Merz, pour 1,2 milliard de dollars, Sinclair Knight Merz est spécialisé dans l'industrie minière et dans la production électrique.
En octobre 2016, son siège social est transféré à Dallas au Texas.
En août 2017, Jacobs Engineering annonce l'acquisition de CH2M Hill pour 3,3 milliards de dollars.
En octobre 2018, Jacobs Engineering annonce la vente de ses activités liées à l'énergie et à la chimie à WorleyParsons pour 3,3 milliards de dollars.
En décembre 2020, Jacobs Engineering annonce l'acquisition d'une participation de 65 % dans PA Consulting, pour 1,83 milliard de livres. La participation de 35 % qu'il ne détiendra pas, doit être acquise par les employés de PA Consulting.